# 30,000 Leagues Under the Sea
30,000 Leagues Under the Sea é um filme de 2007 de ação e ficção científica, que é uma atualização moderno do clássico livro "20.000 Léguas Submarinas" e dos outros filmes homônimos. É estrelado por Lorenzo Lamas como o tenente Aronnaux e Sean Lawlor como o misantropo Capitão Nemo.

## Elenco
- Lorenzo Lamas como Tenente Aronnaux
- Natalie Stone como Tenente-Comandante Conseil
- Sean Lawlor como Capitão Nemo
- Kim Little como Especialista Sustin
- Declan Joyce como Cooper
- Isabella Cascarano como a mulher bonita
- Dorothy Drury as Primeiro-Oficial Clarke